# Amelia de Irazazábal Nerpell
Amelia de Irazazábal Nerpell (Crémenes, Lleó, 1926 - Madrid, 2004) fou una científica i terminòloga castellana.
Llicenciada en ciències químiques per la Universitat de Valladolid l'any 1948 i doctorada en ciències per la mateixa universitat l'any 1953, durant uns quants anys exercí com a professora adjunta de la càtedra de Química orgànica d'aquesta universitat.
El 1968 ingressà a l'Instituto de Información y Documentación del Consell Superior d'Investigacions Científiques (CSIC), on desenvolupà una intensa tasca en aspectes relacionats amb la terminologia i la terminografia. L'any 1977 creà, juntament amb el professor Manuel Criado de Val, 'Hispanoterm' (Centro de Terminología Científica y Técnica en Español), que fou durant molts anys l'únic punt de referència sobre terminologia a Espanya. La seva activitat en pro de la terminologia s'orientà a través dels programes de recerca sobre la normalització de la llengua científica espanyola, que desenvolupà a l'ICYT (Instituto de Información y Documentación en Ciencia y Tecnología) i a l'ISOC (Instituto de Información y Documentación en Ciencias Sociales y Humanidades). A partir de 1985 dirigí el Grup de Terminologia del CSIC ('TermEsp'), i mantingué relacions amb institucions nacionals, com l'UZEI o el TermCat, i també internacionals, com l'Infoterm, el TermNet o la Unión Latina, per a l'elaboració i el desenvolupament de llenguatges documentals i tesaures multilingües. Participà activament en tasques de formació d'especialistes i en l'edició del 'Catálogo de recursos terminológicos en lengua española'. Dirigí el projecte de recerca del ministeri de ciència i tecnologia espanyol titulat Estudio de los lenguajes especializados en español. Elaboración y desarrollo de vocabularios científicos y técnicos, amb la col·laboració de la Universitat d'Alcalá, la Universitat de Granada, la Universitat Pontifícia de Comillas i el CINDOC. Elaborà el Diccionario hierro y acero (alemany-espanyol, espanyol-alemany) juntament amb el seu marit, l'enginyer i científic Miguel Pedro de Andrés. Impulsora de la terminologia científica en llengua espanyola, sempre va lluitar per la cooperació amb Iberoamèrica, on va ser protagonista de la posada en marxa de 'Riterm' (Red Iberoamericana de Terminología), de la qual era presidenta honorífica.
Amelia Irazazábal va organitzar a Espanya el primer seminari de terminologia, al qual va convidar dos pesos pesants del moment: Helmut Felber, successor d'Eugen Wüster en la direcció d'Infoterm, i Heribert Picht, professor a la Facultat d'Economia de la Universitat de Copenhaguen.
Com a reconeixement a la seva carrera, l'any 2003, l'International Information Centre for Terminology (INFOTERM) li concedí el premi Eugen Wüster, guardó atorgat a investigadors que han destacat internacionalment en el camp de la terminologia.